# Владислав Тодоров
Владислав Тодоров Тодоров е български и американски културолог.

## Биография
Роден е на 14 юни 1956 г. в София. Завършва ВИТИЗ през 1982 г. с дипломна работа върху творчеството на Александър Сухово-Кобилин. Защитава две докторски дисертации: едната по изкуствознание към БАН, през 1987 г., и, през 1996-а, една в Пенсилванския университет, където след това преподава културна история на Русия и Източна Европа.
Член основател на кръга „Синтез“.
Публикува статии и студии в Англия, Франция, Германия, САЩ, Русия, Унгария, Чехия и Словения.
Първите му белетристични опити излизат в американските списания „Постмодерна култура“ и „Челси“.